# Václav Hokův
Václav Hokův (4. ledna 1932, Libušín – 20. prosince 1986, Curych) byl český básník a posrpnový exulant.

## Život
Základní školu vychodil v Libušíně. Poté pracoval jako elektromechanik v Poldi Kladno, večerně při práci vystudoval reálné gymnázium. Následně pracoval v osvětovém středisku. V roce 1968 si dodělal ještě Střední knihovnickou školu. Byl v kontaktu s kladenskými avantgardními kruhy, kam patřil i Bohumil Hrabal, Karel Nepraš nebo Jiří Kolář. Na počátku 60. let se nadchl pro jazz a spolu s Jiřím Plašilem založil v roce 1962 Jazzclub ve Slaném, významné jazzové centrum. Přispíval i do jazzových periodik, jako byly Jazzový zpravodaj, Free Jazz nebo Jazz Forum. Jazzovou poetikou byly ovlivněny i jeho básně, které v 60. letech začal psát. V roce 1969 emigroval do Švýcarska. Tam byl silně ovlivněn jungismem, hermetismem a východními filozofiemi. Načas se přestěhoval do Spojených států, ale vrátil se z nich zklamaný znovu do Švýcarska.

## Dílo
První sbírky vydal až v exilu. Knižně vyšlo:
- Masopustní nokturno (Mnichov, Poezie mimo Domov, 1980)
- Čínská zeď (Curych, Konfronation AG, 1980)

Posmrtně vyšla sbírka Trojrozměrná mandala (Curych, Consultation, 1989).